# Demonax ohbayashii
Demonax ohbayashii là một loài bọ cánh cứng trong họ Cerambycidae.